# Laurent D'Olce
Pour les articles homonymes, voir D’Olce.
Laurent D'Olce, né le 18 juillet 1964 à Marseille, est un acteur français.

## Biographie
Laurent D'Olce est diplômé artiste dramatique du conservatoire national en 1990.

## Filmographie

### Cinéma
- 2009 : Aliker de Guy Deslauriers
- 2011 : L'Exercice de l'État de Pierre Schoeller

### Télévision
- 1989 : Les Cavaliers aux yeux verts (téléfilm)
- 1991 : La Florentine (série télévisée)
- 2006 : Rendez-moi justice (téléfilm)
- 2007 : Adresse inconnue (série télévisée)
- 2008 : Boulevard du Palais (série télévisée)
- 2008 : La Louve (série télévisée)
- 2009 : La Cour des grands (série télévisée)
- 2010 : Nicolas Le Floch (série télévisée)
- 2010 : Le pire des crimes de Laurent Heynemann
- 2011 : Les Mauvais Jours (téléfilm)
- 2012 : Alice Nevers, le juge est une femme (série télévisée)
- 2013 : Les Limiers (série télévisée)
- 2013 : Candice Renoir (série télévisée)
- 2022 : Crime à Ramatuelle de Nicolas Picard-Dreyfuss : Patrick Martineau

## Théâtre
- 2000 : Le Misanthrope de Molière, Acaste, mise en scène de Jean-Pierre Miquel.
- 2014 : Le Plaisir de rompre et Le Pain de ménage, de Jules Renard, mise en scène Pierre Laville, Théâtre Daunou